# Пентті Гаанпяа
Пентті Гаанпяа (фін. Pentti Haanpää 14 жовтня 1905, с. Лескеля, повіт Пулккіла (Пійпола), Велике князівство Фінляндське (нині Сійкалатва, провінція Північна Пог'янмаа, Фінляндія) — 30 вересня 1955, Пюхянтя, Фінляндія) — фінський письменник, новеліст. Представник реалізму в фінській літературі.
Лауреат вищої державної нагороди Фінляндії для діячів мистецтв Pro Finlandia (1948).

## Життєпис
Працював хліборобом, лісорубом, сплавником лісу.
Під час Зимової війни (1939—1940) служив у армії на передовій лінії в Лапландії, відбився від частини, блукав лісами.
У 1941—1944 роках продовжив службу у фінській армії.
У 1953 році з делегацією фінських письменників відвідав Китай.
30 вересня 1955 року під час риболовлі Пентті потонув у озері Ісо-Ламуярві. Нині на березі озера, на прибережному камені — меморіальна дошка з лаконічним написом: «За сто метрів на північ від цього місця 30.9.1955 потонув письменник Пентті Гаанпяа».

## Творчість
Перші літературні проби Петті Гаанпяа відносяться ще до шкільних часів.
У 1921 році в журналі «Pskynen», були опубліковані його розповіді «Невелика казка про звірів», «Літня подорож маленького Еско» та ін. Натхнений успіхами, П. Хаанпяя в 1923 році вступив до товариства «Nuori voima» («Союз молодої сили»), чий орган «Нуорі Войма» в 1920-ті роки дав поштовх розвитку першого покоління фінських письменників і художників молодої Фінляндської республіки. Вступаючи до товариства, писав у анкеті, що за професією — робітник-лісоруб.
Розповіді, представлені 19-річним автором на конкурс літературного об'єднання «Союз молодої сили», відрізнялися соковитою, самобутньою мовою, гостротою психологічних замальовок і отримали дві перші премії. Герої збірок оповідань «Шосейною дорогою» («Maantietä pitkin», 1925), «Вітер віє над ними» («Tuuli käy heidän ylitseen», 1927) та інших — пересічні трударі, що нерідко опиняються за бортом життя.
Прозаїк, чиї антивоєнні і марксистські ідеї в 1920-х і 1930-х роках викликали бурхливу критику провідних представників фінського правого крила.
Критики зазнала збірка оповідань «Плац і казарма» («Kenttä ja kasarmi», 1928), в яких виражений протест проти армійської муштри.
Під час свого вимушеного мовчання в 1930-тих роках, Петті Гаанпяа написав два спірних твори. Соціалістично орієнтовану книгу «Noitaympyr» («Коло відьми»), закінчену ним на початку 1930-х роках, але не публіковану до 1956. В кінці розповіді «Teikka», головний герой робить свій вибір і залишає Фінляндію в пошуках невідомого майбутнього — він їде на кордон з СССР (який вибір зробить герой?)
У 1961 році книга була опублікована в СССР тиражем 15 000 екземплярів.
Багато творів П. Гаанпяа, в тому числі, роман «Зачароване коло» («Noitaympyrä», 1931), присвячений гострим соціальним проблемам періоду економічної кризи. Антивоєнний роман «Випадок з фельдфебелем Сато» («Vääpeli Sadon tapaus», 1935, вид. 1956), багато розповідей опубліковані лише посмертно. У романі «Господарі і тіні господарів» «Isännät ja isäntien varjot», 1935) герой роману стає борцем за зміну суспільних порядків. Герой новели «Війна лісового Аапелі» — антифашистський. Антифашистською ідеєю пронизаний і роман письменника «Чоботи дев'яти солдатів» («Yhdeksän miehen saapaat», 1945), побудований на гумористичному, нерідко сатиричному описі пригод на фронті і в тилу дев'яти власників пари солдатських чобіт, що змінюють одне одного. Роман «Борошно» («Jauhot», 1949, 1956) розповідає про неврожайні роки 2-ї половини XIX століття у Фінляндії.
Зібрання творів П. Гаанпяа в 10-ти томах вийшло в 1956—1958 роках.

## Вибрані твори
- Maantietä pitkin 1925, ruots. Hemfolk och strykare
- Rikas mies (näytelmä) 1925/1956
- Kolmen Töräpään tarina 1927
- Tuuli käy heidän ylitseen, kertomuksia 1927
- Kenttä ja kasarmi: kertomuksia tasavallan armeijasta 1928
- Hota-Leenan poika 1929
- Karavaani ja muita juttuja 1930
- Noitaympyrä 1931/1956
- Väljän taivaan alla 1932/1956
- Ilmeitä isänmaan kasvoilla 1933/1956
- Pojan paluu (näytelmä) 1933/1956
- Vääpeli Sadon tapaus 1935/1956
- Isännät ja isäntien varjot: romaani talonpojan sortumisesta 1935
- Syntyykö uusi suku eli Kaaleppi Köyhkänän vanhuus, romaani 1937
- Lauma, kertomuksia 1937
- Taivalvaaran näyttelijä, romaani 1938
- Ihmiselon karvas ihanuus, novelleja 1939
- Korpisotaa 1940, ransk. Guerre dans le Désert Blanc
- Nykyaikaa, kertomuksia 1942
- Yhdeksän miehen saappaat 1945
- Jutut: valikoima tuotannosta 1946/1952
- Heta Rahko korkeassa iässä: uusia juttuja 1947
- Jauhot: tarina pakkasen jäljiltä 1949
- Atomintutkija 1950
- Iisakki Vähäpuheinen: muutamia muistelmia hänen elämästään 1953
- Kiinalaiset jutut: muistikuvia (matkakirja) 1954
- Kolme mestarijuttua 1955
- Puut (kesken jäänyt romaani) 1955
- Valitut teokset 1955
- Kootut teokset 1956—1958 (10 osaa)

## Нагороди
- Pro Finlandia